# Stereosternum
Stereosternum − rodzaj wymarłego zauropsyda z podgromady anapsydów, zaliczanego do rzędu mezozaurów, żyjącego we wczesnym permie w morzach, znajdujących się w tamtym czasie na terenie dzisiejszej Brazylii.